# FC Vaduz
Maillots
Actualités

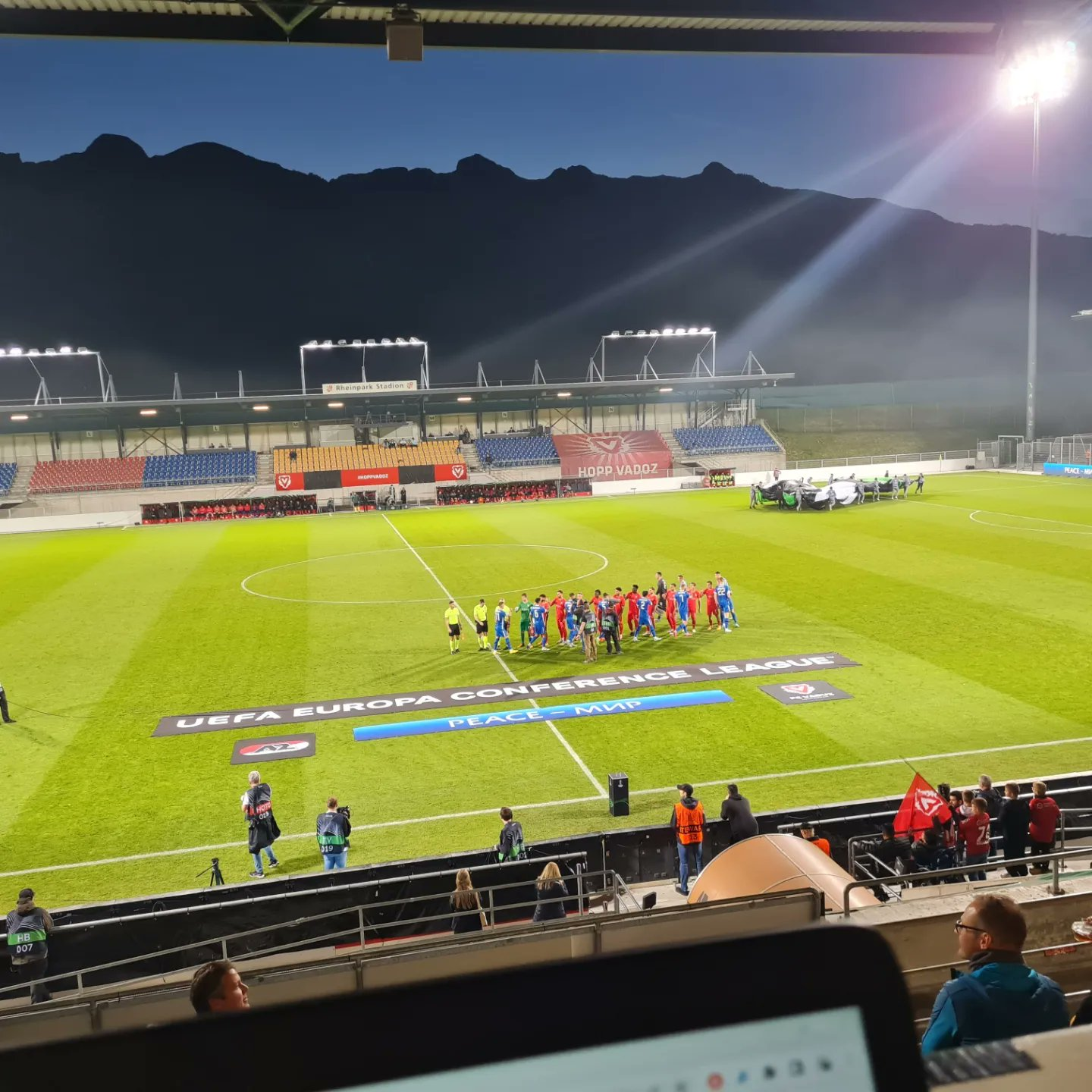
Le FC Vaduz en Conférence League contre l'AZ Alkmaar le 27 octobre 2022

Le Fussball Club Vaduz est un club de football liechtensteinois fondé en 1932 et situé à Vaduz, la capitale du pays. L'équipe première évolue en Challenge League, deuxième niveau du championnat de Suisse.
Évoluant à domicile au Rheinpark Stadion de Vaduz, le club a remporté 51 fois la Coupe du Liechtenstein, ce qui constitue un record pour la Principauté.

## Histoire

### Fondation du club
Le FC Vaduz est fondé le 14 février 1932, ce qui en fait le plus ancien club du pays. Dès sa création, il choisit de rejoindre la Fédération autrichienne de football afin de pouvoir engager son équipe dans un championnat domestique. En effet, il n'y a aucune compétition au Liechtenstein, puisque la fédération n'est créée que deux ans plus tard. Ce choix de rejoindre la fédération autrichienne se démarque de celui des deux autres formations fondées cette année-là (le FC Balzers et le FC Triesen), qui optent pour les championnats régionaux suisses.
Après une seule saison disputée en championnat régional de Vorarlberg, le FC Vaduz rejoint les deux autres clubs liechtensteinois et intègre les divisions inférieures helvétiques. En 1934, les clubs fondent la fédération liechtensteinoise de football. Les quatre équipes (Vaduz, Balzers, Triesen et le FC Schaan, nouvellement créé) sont réunis au sein d'une poule unique en championnat régional de Saint-Gall, ce qui permet d'attribuer le titre officieux de champion du Liechtenstein au meilleur club du groupe chaque saison. Le FC Vaduz remporte ainsi le premier titre de son histoire en 1936, en terminant en tête du classement final.

### Domination en Coupe du Liechtenstein
En 1946, après plusieurs saisons passées sans jouer en raison de la Seconde Guerre mondiale, la fédération met en place la Coupe du Liechtenstein, qui devient alors la seule compétition nationale du pays. Après trois finales perdues lors des trois premières éditions, à chaque fois face au FC Triesen, le FC Vaduz va assez rapidement avoir la mainmise sur la compétition. Il remporte ainsi 18 des 23 éditions, disputées entre 1949 et 1974. Le FCV est sans surprise le club le plus titré du pays, avec 51 succès et 13 finales perdues, en 80 éditions disputées.

### En compétitions européennes
À la suite de l'adhésion de la fédération liechtensteinoise à l'UEFA, le club, par le biais de ses victoires en Coupe, obtient le droit de participer aux compétitions européennes. D'abord en Coupe des Coupes, puisque le Liechtenstein ne possède pas de championnat domestique, et ne peut donc aligner d'équipe en Coupe d'Europe des clubs champions ou en Coupe de l'UEFA. Les débuts européens du FC Vaduz ont lieu le 19 août 1992 à domicile, face aux Ukrainiens du Tchornomorets Odessa, qui s'imposent assez facilement (0-5). Le match retour, quinze jours plus tard, est l'occasion pour le FCV d'inscrire le premier but de son histoire européenne, par l'intermédiaire de Christian Stöber malgré une nouvelle lourde défaite. Il leur faut attendre quatre ans pour les voir passer un tour de Coupe des Coupes, après une qualification aux tirs au but face au club letton d'Universitate Riga, sans remporter de rencontre (les deux rencontres se terminent sur le score d'un but partout). La première victoire européenne a lieu en 2005, face à Longford Town, club irlandais. Les partenaires de Michele Polverino remportent même les deux rencontres (1-0 au Rheinpark Stadion, 3-2 au Tolka Park de Dublin), signant ainsi leur premier succès en déplacement européen.
La campagne 2022-2023 du club en Ligue Europa Conférence est historique. Pour sa deuxième participation à la compétition, le FC Vaduz entre en lice au deuxième tour des qualifications et élimine successivement les Slovènes du FC Koper, le club turc de Konyaspor puis leurs voisins autrichiens du Rapid Vienne, avec à chaque fois le même scénario : nul à domicile au Rheinpark Stadion et victoire en déplacement. C'est la première fois que le club passe trois tours en Coupe d'Europe et surtout, la première fois qu'une formation du Liechtenstein participe à la phase de groupes d'une compétition européenne. Le tirage au sort les place dans un groupe les opposant au SK Dnipro-1 d'Ukraine, au club néerlandais de l'AZ Alkmaar et aux Chypriotes de l'Apollon Limassol.

### Participation aux championnats de Suisse
En 2001, le FC Vaduz monte en LNB, la deuxième division. En 2004 et 2005, le club atteint le barrage de Super League, mais échoue à deux reprises. Enfin, en 2008, le rêve de longue date du FC Vaduz devient réalité. Après sept ans de Challenge League, le FCV accède directement à la Super League, le 12 mai 2008, en tant que champion de deuxième division.

## Bilan sportif

### Palmarès
- Challenge League (3) :
  - Vainqueur en 2003, 2008 et 2014

- Coupe du Liechtenstein  :
  - Vainqueur (51) : 1949, 1952, 1953, 1954, 1956, 1957, 1958, 1959, 1960, 1961, 1962, 1966, 1967, 1968, 1969, 1970, 1971, 1974, 1980, 1985, 1986, 1988, 1990, 1992, 1995, 1996, 1998, 1999, 2000, 2001, 2002, 2003, 2004, 2005, 2006, 2007, 2008, 2009, 2010, 2011, 2013, 2014, 2015, 2016, 2017, 2018, 2019, 2022, 2023, 2024 et 2025.
  - Finaliste (13) : 1946, 1947, 1948, 1950, 1951, 1955, 1972, 1977, 1984, 1987, 1991, 1997, 2012

- Championnat du Liechtenstein (1) :
  - Vainqueur en 1936[6]

### Parcours en championnat
| - 1993 - 2001 : 1re ligue - 2001 - 2008 : LNB/Challenge League - 2008 - 2009 : Super League - 2009 - 2014 : Challenge League - 2014 - 2017 : Super League - 2017 - 2020 : Challenge League - 2020 - 2021 : Super League - Depuis 2021 : Challenge League |

### Bilan par saison
| Saison  | Champ            | Cl  | Pts | J  | G  | N  | P  | Bp | Bc | Diff | Coupe du Liechtenstein | Coupe d'Europe                                        | Autres compétitions | M. buteur          | B  | Entraîneur                                                | Aff   |
|         |                  |     |     |    |    |    |    |    |    |      |                        |                                                       |                     |                    |    |                                                           |       |
| ------- | ---------------- | --- | --- | -- | -- | -- | -- | -- | -- | ---- | ---------------------- | ----------------------------------------------------- | ------------------- | ------------------ | -- | --------------------------------------------------------- | ----- |
| 2007-08 | Challenge League | 1er | 70  | 34 | 21 | 7  | 6  | 75 | 40 | 35   | Vainqueur              | 1er tour préliminaire C3 : 0-2 SK Dinamo Tbilissi     |                     | Gaspar             | 31 | Heinz Hermann                                             | 1 217 |
| 2008-09 | Super League     | 10e | 22  | 36 | 5  | 7  | 24 | 28 | 85 | -57  | Vainqueur              | 1er tour préliminaire C3 : 1-5 HŠK Zrinjski Mostar    |                     | Gaspar             | 6  | Heinz Hermann Pierre Littbarski                           | 2 176 |
| 2009-10 | Challenge League | 8e  | 41  | 30 | 11 | 8  | 11 | 44 | 43 | 1    | Vainqueur              | 3e tour préliminaire C3 : 0-3 Slovan Liberec          |                     | Proschwitz         | 23 | Erik Orie (de)                                            | 0 751 |
| 2010-11 | Challenge League | 4e  | 60  | 30 | 19 | 3  | 8  | 59 | 41 | 18   | Vainqueur              | 2e tour préliminaire C3 : 0-3 Brøndby IF              |                     | Merenda Sabiá (de) | 11 | Erik Orie                                                 | 1 055 |
| 2011-12 | Challenge League | 8e  | 45  | 30 | 13 | 6  | 11 | 54 | 45 | 9    | Finaliste              | 3e tour préliminaire C3 : 2-5 Hapoël Tel-Aviv FC      |                     | Merenda            | 17 | Erik Orie                                                 | 1 246 |
| 2012-13 | Challenge League | 9e  | 37  | 36 | 10 | 7  | 19 | 41 | 52 | -11  | Vainqueur              | Non qualifié                                          |                     | Abegglen           | 5  | Erik Orie Giorgio Contini                                 | 1 039 |
| 2013-14 | Challenge League | 1er | 73  | 36 | 21 | 10 | 5  | 71 | 34 | 37   | Vainqueur              | 1er tour préliminaire C3 : 1-1 FC Chikhura Satchkhere |                     | Sutter             | 12 | Giorgio Contini                                           | 1 448 |
| 2014-15 | Super League     | 9e  | 31  | 36 | 7  | 10 | 19 | 28 | 59 | -31  | Vainqueur              | 2e tour préliminaire C3 : 2-3 Ruch Chorzów            |                     | Schürpf            | 7  | Giorgio Contini                                           | 4 152 |
| 2015-16 | Super League     | 8e  | 36  | 36 | 7  | 15 | 14 | 44 | 60 | -16  | Vainqueur              | 3e tour préliminaire C3 : 2-2E FC Thoune              |                     | Sadiku             | 7  | Giorgio Contini                                           | 3 989 |
| 2016-17 | Super League     | 10e | 30  | 36 | 7  | 9  | 20 | 45 | 78 | -33  | Vainqueur              | 2e tour préliminaire C3 : 2-5 FC Midtjylland          |                     | Costanzo           | 6  | Giorgio Contini Roland Vrabec (de)                        | 4 086 |
| 2017-18 | Challenge League | 4e  | 59  | 36 | 16 | 11 | 9  | 66 | 50 | 16   | Vainqueur              | 2e tour préliminaire C3 : 0-2 Odds BK                 |                     | Dević              | 13 | Roland Vrabec Thomas Stickroth (de) Mario Frick           | 1 715 |
| 2018-19 | Challenge League | 6e  | 42  | 36 | 11 | 9  | 16 | 48 | 70 | -22  | Vainqueur              | 2e tour préliminaire C3 : 1-2 FK Žalgiris Vilnius     |                     | Gajic Dossou       | 9  | Mario Frick                                               | 1 452 |
| 2019-20 | Challenge League | 2e  | 64  | 36 | 18 | 10 | 8  | 78 | 53 | 25   | Compétition annulée    | 3e tour préliminaire C3 : 0-6 Eintracht Francfort     |                     | Çiçek (de)         | 12 | Mario Frick                                               | 1 153 |
| 2020-21 | Super League     | 10e | 36  | 36 | 9  | 9  | 18 | 36 | 58 | -22  | Compétition annulée    | 1er tour préliminaire C3 : 0-2 Hibernians FC          |                     | Schmied            | 6  | Mario Frick                                               | 0 236 |
| 2021-22 | Challenge League | 4e  | 60  | 36 | 18 | 6  | 12 | 68 | 58 | 10   | Vainqueur              | 2e tour préliminaire C4 : 2-5 Újpest FC               |                     | Rapp               | 16 | Mario Frick Alessandro Mangiarratti                       | 1 054 |
| 2022-23 | Challenge League | 8e  | 37  | 36 | 7  | 16 | 13 | 54 | 56 | -2   | Vainqueur              | Phase de groupes C4 (4e)                              |                     | Tunahan Cicek      | 12 | Alessandro Mangiarratti Jürgen Seeberger Martin Stocklasa | 1 491 |
| 2023-24 | Challenge League | 3e  | 49  | 36 | 13 | 10 | 13 | 67 | 55 | 12   | Vainqueur              | 1er tour préliminaire C4 : 2-3 FK Nioman Hrodna       |                     | Dejan Djokic       | 14 | Martin Stocklasa Marc Schneider                           | 1 516 |
| Saison  | Champ            | Cl  | Pts | J  | G  | N  | P  | Bp | Bc | Diff | Coupe du Liechtenstein | Coupe d'Europe                                        | Autres compétitions | M. buteur          | B  | Entraîneur                                                | Aff   |

Champ = championnat ; Cl = classement ; Pts = points ; J = joués ; G = gagnés ; N = nuls ; P = perdus ; Bp = buts pour ; Bc = buts contre ; Diff = différence de buts

C1 = Ligue des champions (depuis 1992, Coupe des clubs champions de 1955 à 1992) ; C2 = Coupe des coupes (de 1961 à 1999) ; C3 = Ligue Europa (depuis 2009, Coupe UEFA de 1971 à 2009, Coupe des villes de foires de 1955 à 1971) ; C4 = Ligue Conférence (depuis 2024, Ligue Europa Conférence de 2021 à 2024) ; CI = Coupe Intertoto (de 1995 à 2008)

M. buteur = meilleur buteur en championnat; B = buts marqués par le meilleur buteur en championnat; Aff = affluence moyenne en championnat
champion, vainqueur ou meilleur buteurvice-champion ou finalistepromubarrage de promotionreléguébarrage de relégation

### Bilan européen

#### Bilan
| Compétition           | P  | M  | V  | N  | D  | BP  | BC  | Diff. |
| --------------------- | -- | -- | -- | -- | -- | --- | --- | ----- |
| Coupe des coupes (C2) | 4  | 10 | 0  | 2  | 8  | 4   | 40  | -36   |
| Ligue Europa (C3)     | 21 | 67 | 21 | 14 | 32 | 76  | 93  | -17   |
| Ligue Conférence (C4) | 4  | 22 | 4  | 7  | 11 | 24  | 34  | -10   |
| Total                 | 29 | 99 | 25 | 23 | 51 | 104 | 167 | -63   |

#### Résultats
Note : dans les résultats ci-dessous, le score du club est toujours donné en premier.
Légende
- Victoire ou qualification pour le tour suivant
- Match nul
- Défaite ou élimination de la compétition

| Saison    | Compétition             | Tour                | Adversaire             | Domicile | Extérieur | Total             |
| --------- | ----------------------- | ------------------- | ---------------------- | -------- | --------- | ----------------- |
| 1992-1993 | Coupe des coupes        | Tour préliminaire   | Tchornomorets Odessa   | 0 - 5    | 1 - 7     | 1 - 12            |
| 1995-1996 | Coupe des coupes        | Tour préliminaire   | Hradec Králové         | 0 - 5    | 1 - 9     | 1 - 14            |
| 1996-1997 | Coupe des coupes        | Tour préliminaire   | Universitāte Rīga      | 1 - 1 ap | 1 - 1     | 2 - 2 (4 - 2 tab) |
| 1996-1997 | Coupe des coupes        | Seizièmes de finale | Paris Saint-Germain    | 0 - 4    | 0 - 3     | 0 - 7             |
| 1998-1999 | Coupe des coupes        | Tour préliminaire   | Helsingborgs IF        | 0 - 2    | 0 - 3     | 0 - 5             |
| 1999-2000 | Coupe UEFA              | Tour préliminaire   | FK Bodø/Glimt          | 0 - 1    | 1 - 2     | 1 - 3             |
| 2000-2001 | Coupe UEFA              | Tour préliminaire   | Amica Wronki           | 0 - 3    | 3 - 3     | 3 - 6             |
| 2001-2002 | Coupe UEFA              | Tour préliminaire   | NK Varteks             | 3 - 3    | 1 - 6     | 4 - 9             |
| 2002-2003 | Coupe UEFA              | Tour préliminaire   | Livingston FC          | 1 - 1    | 0 - 0     | 1 - 1E            |
| 2003-2004 | Coupe UEFA              | Tour préliminaire   | Dnipro Dnipropetrovsk  | 0 - 1    | 0 - 1     | 0 - 2             |
| 2004-2005 | Coupe UEFA              | Premier tour Q      | Longford Town          | 1 - 0    | 3 - 2     | 4 - 2             |
| 2004-2005 | Coupe UEFA              | Deuxième tour Q     | KSK Beveren            | 1 - 3    | 1 - 2     | 2 - 5             |
| 2005-2006 | Coupe UEFA              | Premier tour Q      | Dacia Chișinău         | 2 - 0    | 0 - 1     | 2 - 1             |
| 2005-2006 | Coupe UEFA              | Deuxième tour Q     | Beşiktaş JK            | 0 - 1    | 1 - 5     | 1 - 6             |
| 2006-2007 | Coupe UEFA              | Premier tour Q      | Újpest FC              | 0 - 1    | 4 - 0     | 4 - 1             |
| 2006-2007 | Coupe UEFA              | Deuxième tour Q     | FC Bâle                | 2 - 1    | 0 - 1     | 2 - 2E            |
| 2007-2008 | Coupe UEFA              | Premier tour Q      | Dinamo Tbilissi        | 0 - 0    | 0 - 2     | 0 - 2             |
| 2008-2009 | Coupe UEFA              | Premier tour Q      | Zrinjski Mostar        | 1 - 2    | 0 - 3     | 1 - 5             |
| 2009-2010 | Ligue Europa            | Deuxième tour Q     | Falkirk FC             | 2 - 0 ap | 0 - 1     | 2 - 1             |
| 2009-2010 | Ligue Europa            | Troisième tour Q    | Slovan Liberec         | 0 - 1    | 0 - 2     | 0 - 3             |
| 2010-2011 | Ligue Europa            | Deuxième tour Q     | Brøndby IF             | 0 - 0    | 0 - 3     | 0 - 3             |
| 2011-2012 | Ligue Europa            | Deuxième tour Q     | Vojvodina Novi Sad     | 0 - 2    | 3 - 1     | 3E - 3            |
| 2011-2012 | Ligue Europa            | Troisième tour Q    | Hapoël Tel-Aviv        | 2 - 1    | 0 - 4     | 2 - 5             |
| 2013-2014 | Ligue Europa            | Premier tour Q      | Chikhura Satchkhere    | 1 - 1    | 0 - 0     | 1 - 1E            |
| 2014-2015 | Ligue Europa            | Premier tour Q      | College Europa         | 3 - 0    | 1 - 0     | 4 - 0             |
| 2014-2015 | Ligue Europa            | Deuxième tour Q     | Ruch Chorzów           | 0 - 0    | 2 - 3     | 2 - 3             |
| 2015-2016 | Ligue Europa            | Premier tour Q      | SP La Fiorita          | 5 - 1    | 5 - 0     | 10 - 1            |
| 2015-2016 | Ligue Europa            | Deuxième tour Q     | Nõmme Kalju            | 3 - 1    | 2 - 0     | 5 - 1             |
| 2015-2016 | Ligue Europa            | Troisième tour Q    | FC Thoune              | 2 - 2    | 0 - 0     | 2 - 2E            |
| 2016-2017 | Ligue Europa            | Premier tour Q      | Sileks Kratovo         | 3 - 1    | 2 - 1     | 5 - 2             |
| 2016-2017 | Ligue Europa            | Deuxième tour Q     | FC Midtjylland         | 2 - 2    | 0 - 3     | 2 - 5             |
| 2017-2018 | Ligue Europa            | Premier tour Q      | Bala Town              | 3 - 0    | 2 - 1     | 5 - 1             |
| 2017-2018 | Ligue Europa            | Deuxième tour Q     | Odds BK                | 0 - 1    | 0 - 1     | 0 - 2             |
| 2018-2019 | Ligue Europa            | Premier tour Q      | Levski Sofia           | 1 - 0    | 2 - 3     | 3E - 3            |
| 2018-2019 | Ligue Europa            | Deuxième tour Q     | Žalgiris Vilnius       | 1 - 1    | 0 - 1     | 1 - 2             |
| 2019-2020 | Ligue Europa            | Premier tour Q      | Breiðablik Kópavogur   | 2 - 1    | 0 - 0     | 2 - 1             |
| 2019-2020 | Ligue Europa            | Deuxième tour Q     | MOL Fehérvár           | 2 - 0 ap | 0 - 1     | 2 - 1             |
| 2019-2020 | Ligue Europa            | Troisième tour Q    | Eintracht Frankfurt    | 0 - 5    | 0 - 1     | 0 - 6             |
| 2020-2021 | Ligue Europa            | Premier tour Q      | Hibernians FC          | 0 - 2    | N/A       | 0 - 2             |
| 2021-2022 | Ligue Europa Conférence | Deuxième tour Q     | Újpest FC              | 1 - 3    | 1 - 2     | 2 - 5             |
| 2022-2023 | Ligue Europa Conférence | Deuxième tour Q     | FC Koper               | 1 - 1 ap | 1 - 0     | 2 - 1             |
| 2022-2023 | Ligue Europa Conférence | Troisième tour Q    | Konyaspor              | 1 - 1    | 4 - 2     | 5 - 3             |
| 2022-2023 | Ligue Europa Conférence | Barrages Q          | Rapid Vienne           | 1 - 1    | 1 - 0     | 2 - 1             |
| 2022-2023 | Ligue Europa Conférence | Groupe E            | AZ Alkmaar             | 1 - 2    | 1 - 4     | Quatrième         |
| 2022-2023 | Ligue Europa Conférence | Groupe E            | Apollon Limassol       | 0 - 0    | 0 - 1     | Quatrième         |
| 2022-2023 | Ligue Europa Conférence | Groupe E            | SK Dnipro-1            | 1 - 2    | 2 - 2     | Quatrième         |
| 2023-2024 | Ligue Europa Conférence | Premier tour Q      | Nioman Hrodna          | 1 - 2    | 1 - 1     | 2 - 3             |
| 2024-2025 | Ligue Conférence        | Deuxième tour Q     | St. Patrick's Athletic | 2 - 2    | 1 - 3     | 3 - 5             |
| 2025-2026 | Ligue Conférence        | Deuxième tour Q     | Dungannon Swifts       | 0 - 1    | 3 - 0 ap  | 3 - 1             |
| 2025-2026 | Ligue Conférence        | Troisième tour Q    | AZ Alkmaar             | 0 - 1    | 0 - 3     | 0 - 4             |

## Entraineurs
| - 1997 - 1999 : Alfons Dobler - 1999 - 2002 : Uwe Wegmann (juillet - mars) - 2002 - 2004 : Walter Hörmann (mars - janvier) - 2004 - 2005 : Martin Andermatt (janvier - juillet) - 2005 - 2006 : Mats Gren - 2006 - 2007 : Maurizio Jacobacci (janvier) - 2007 - 2007 : Hanjo Weller (fin de saison depuis l'hiver) - 2007 - 2008 : Heinz Hermann (novembre) - 2008 - 2009 : Pierre Littbarski - 2009 - 2012 : Eric Orie - 2012 - 2017 : Giorgio Contini - 2017 : Daniel Hasler (intérim) - 2017 - 2018 : Roland Vrabec - 2018 : Thomas Stickroth (intérim) - 2018 - 2021 : Mario Frick - 2022 - 2023 : Alessandro Mangiarratti - 2023 : Jürgen Seeberger - mars 2023-fév. 2024 : Martin Stocklasa - depuis fév. 2024 : Marc Schneider |

## Présidents
| - 1932 - 1933 : Johannes Walser - 1933 - 1934 : Willy Huber - 1934 - 1936 : Anton Konrad - 1936 - 1943 : Rudolf Strub - 1943 - 1946 : Hans Verling - 1948 - 1950 : Albert Caminada - 1950 - 1951 : Schwarb Emeric - 1951 - 1955 : Hans Verling - 1955 - 1956 : Anton Ospelt - 1956 - 1961 : Otto Hasler - 1961 - 1964 : Engelbert Schreiber | - 1964 - 1967 : Hilmar Ospelt - 1967 - 1971 : Kurt Frommelt - 1971 - 1973 : Norbert Vogt - 1973 - 1979 : Reinhard Walser - 1979 - 1983 : Reinhold Ospelt - 1983 - 1988 : Alfons Thöny - 1988 - 1990 : Andy Rechsteiner - 1990 - 1997 : Werner Keicher - 1997 - 2001 : Manfred Moser - 2001 - 2003 : Marc Brogle - 2003 - 2008 : Hanspeter Negele - 2013 - 2019 : Ruth Ospelt - Depuis 2019 : Patrick Burgmeier |